# Carol Bartz

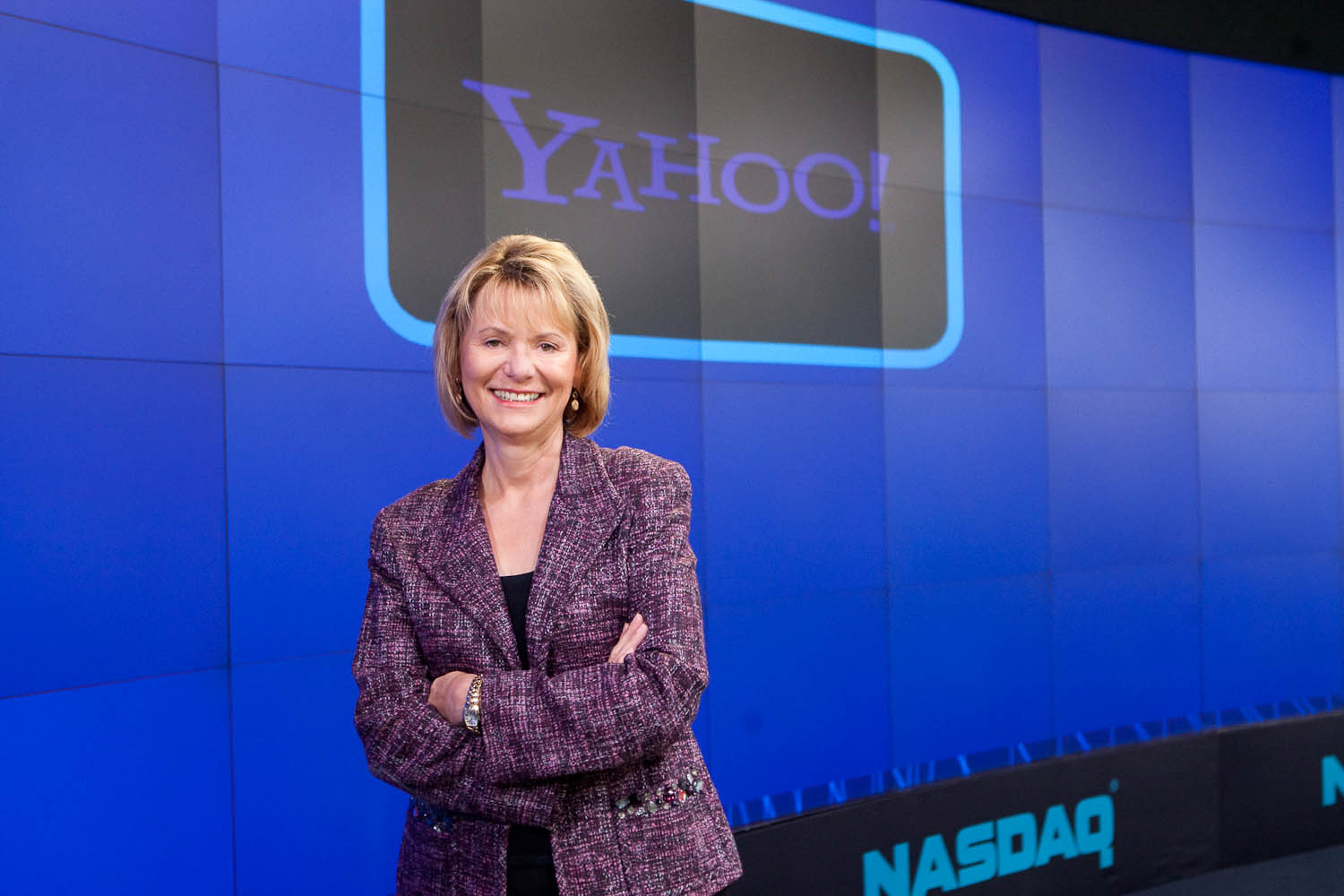
Carol Bartz (2009)

Carol Ann Bartz (* 29. August 1948 in Winona, Minnesota) ist eine US-amerikanische Managerin. Zwischen 2009 und 2011 leitete sie als Chief Executive Officer (CEO) das Internet-Unternehmen Yahoo.

## Leben
1971 schloss Bartz ihr Studium der Informatik an der University Wisconsin mit einem Bachelor ab. In den 1970er Jahren arbeitete sie für 3M als Systemanalystin. 1976 bis 1983 war sie im Marketing von Sun Microsystems beschäftigt und wurde dort 1984 Vizepräsidentin für diesen Bereich. 1987 wurde sie bei Sun Vizepräsident für worldwide field operations sowie executive officer. 1990 bis 1992 war Bartz Präsidentin, Chief Executive Officer (CEO) und Chairman von Autodesk, 1992 bis April 2006 Executive Chairman. 2009 wurde sie zum CEO von Yahoo berufen.
Sie war Mitglied im Beratungsstab für Wissenschaft und Technologie des US-Präsidenten George W. Bush. Sie erhielt drei Ehrendoktortitel und wurde 2009 vom Forbes Magazine in der seit 2004 jährlich veröffentlichten Liste der 100 mächtigsten Frauen der Welt auf Platz 12 gewählt. Laut Glass Lewis & Co ist Bartz mit einem Jahresgehalt von 39 Millionen US-Dollar (27,9 Millionen Euro) als überbezahltester CEO der Welt gelistet worden.
Am 6. September 2011 wurde sie ohne Vorankündigung von Yahoo entlassen.